# Johann Hieronymus Schröter
Johann Hieronymus Schröter (født 30. august 1745 i Erfurt, død 29. august 1816 i Lilienthal) var en tysk amatørastronom.
Schröter studerede jura i Göttingen og ansattes 1782 som foged i Lilienthal, hvor han byggede sig et privatobservatorium, forsynet med Herschelske spejlteleskoper. Ved dette observatorium var Harding og Bessel ansat og deltog sammen med Schröter i observationer af månen (Selenotopographische Fragmente, I, 1791, II, 1802), og planeterne Venus (Cythereio-graphische Fragmente, 1793; Aphroditographische Fragmente, 1796) Mars (Areographische Beiträge, 1881), Jupiter og Merkur (Neuere Beiträge zur Erweiterung der Sternkunde, I, 1798, II, 1800) samt Saturn (Kronographische Fragmente, 1808) foruden de nyopdagede asteroider og kometerne fra 1796, 1805 og 1807. I 1813 blev observatoriet plyndret og nedbrændt af franskmændene. Nogle af Schröters instrumenter kom til observatoriet i Göttingen.